# Zli Dol
Zli Dol (izvirno srbsko Зли Дол) je naselje v Srbiji, ki upravno spada pod Občino Bosilegrad; slednja pa je del Pčinjskega upravnega okraja.

## Demografija
V naselju živi 155 polnoletnih prebivalcev, pri čemer je njihova povprečna starost 45,1 let (41,8 pri moških in 48,8 pri ženskah). Naselje ima 71 gospodinjstev, pri čemer je povprečno število članov na gospodinjstvo 2,72.
Prebivalstvo je večinoma nehomogeno, a v času zadnjih treh popisov je opazno zmanjšanje števila prebivalcev.
|  |

| Demografija | Demografija     | Demografija     |
| Leto        | Št. prebivalcev | Št. prebivalcev |
| ----------- | --------------- | --------------- |
|             |                 |                 |
|             |                 |                 |
|             |                 |                 |
|             |                 |                 |
| 1948        | 557             |                 |
| 1953        | 583             |                 |
| 1961        | 495             |                 |
| 1971        | 420             |                 |
| 1981        | 324             |                 |
| 1991        | 230             | 229             |
| 2002        | 194             | 193             |
|             |                 |                 |

| Etnična sestava po popisu iz leta 2002 | Etnična sestava po popisu iz leta 2002 | Etnična sestava po popisu iz leta 2002 | Etnična sestava po popisu iz leta 2002 | Etnična sestava po popisu iz leta 2002 |
| -------------------------------------- | -------------------------------------- | -------------------------------------- | -------------------------------------- | -------------------------------------- |
| Bolgari                                | Bolgari                                |                                        | 106                                    | 54,92%                                 |
| Srbi                                   | Srbi                                   |                                        | 76                                     | 39,37%                                 |
| Jugoslovani                            | Jugoslovani                            |                                        | 2                                      | 1,03%                                  |
| Neznano                                | Neznano                                |                                        | 0                                      | 0,0%                                   |